# Safety Beach
Safety Beach är en del av en befolkad plats i Australien. Den ligger i kommunen Mornington Peninsula och delstaten Victoria, omkring 56 kilometer söder om delstatshuvudstaden Melbourne.
Runt Safety Beach är det ganska tätbefolkat, med 124 invånare per kvadratkilometer.. Närmaste större samhälle är Mount Martha, nära Safety Beach. 
Trakten runt Safety Beach består till största delen av jordbruksmark. Genomsnittlig årsnederbörd är 1 251 millimeter. Den regnigaste månaden är maj, med i genomsnitt 154 mm nederbörd, och den torraste är januari, med 51 mm nederbörd.